# Kroatische Democratische Unie
De Kroatische Democratische Unie (Kroatisch: Hrvatska demokratska zajednica, HDZ) is een Kroatische politieke partij die in februari 1990 als politieke partij werd geregistreerd. De HDZ is een centrumrechtse partij en heeft een conservatief-nationalistische signatuur. Hoofddoel is de Europese integratie.

## Geschiedenis
De HDZ werd op 17 juni 1989 opgericht door Stipe Mesić, Josip Manolić en Franjo Tuđman als samenlevingsbeweging; Tuđman werd het jaar daarop de eerste president van Kroatië. De HDZ behaalde in 1990 de meerderheid bij de eerste vrije verkiezingen in Kroatië waarbij meerdere partijen mee mochten doen. Bij de verkiezingen in 2003 behaalde de partij een overwinning ten opzichte van drie jaar eerder en werd de grootste partij van Kroatië. De HDZ verwierf destijds 66 zetels. Ook bij de verkiezingen in 2007 werd dit aantal gehaald maar de verkiezingen van 2011 lieten een terugval naar 44 zetels zien.
De partij was al lid van de Europese Volkspartij, terwijl de onderhandelingen over toetreding tot de Europese Unie nog bezig waren.
In september 2016 won de HDZ opnieuw 61 zetels en partijleider Andrej Plenkovic werd premier. In 2020 kon hij een tweede kabinet vormen en in mei 2024 een derde, ditmaal in coalitie met de rechtse DP (Thuisland Beweging).

## HDZ in Bosnië en Herzegovina
HDZ is tevens actief als een politieke partij in Bosnië en Herzegovina, met de toepasselijke naam Kroatische Democratische Unie van Bosnië en Herzegovina (Kroatisch: Hrvatska demokratska zajednica Bosne i Hercegovine, HDZ BiH).
Tijdens de verkiezingen in 2002 behaalde HDZ BiH 5 van de 42 zetels in de volksvertegenwoordiging (Kroatisch: Zastupnički Dom) van Bosnië en Herzegovina en in het Huis van het Volk van de Federatie van Bosnië en Herzegovina 16 van de 140 zetels.